# ゴマバラワシ
ゴマバラワシ (胡麻腹鷲、Polemaetus bellicosus) は、鳥綱タカ目タカ科ゴマバラワシ属に分類される鳥類。本種のみでゴマバラワシ属を構成する。

## 分布
サハラ砂漠以南のアフリカ大陸（セネガルからソマリア北西部以南）。

## 形態
全長78-86cm。翼開長188 - 260センチメートル。体重3.1- 6.2キログラム。アフリカに生存する最大の鷲。上面は褐色。下面は白く、黒や褐色の斑点が入る。

## 生態
藪地が点在する草原やサバンナ・開けた森林などに生息し、南アフリカ共和国では半砂漠などでもみられる。
主に1 - 5キログラムまでの哺乳類・鳥類・爬虫類などを食べるが、最大35キログラムの獲物を捕食することもある。南アフリカ共和国では主にケープノウサギを食べるが、ケープアラゲジリス、エジプトマングース(Herpestes ichneumon)・コビトマングース(Mungos mungo)・シママングース・ホソマングース(Galerella sanguinea)といったマングース類、ケープジェネット(Genetta tigrina)とヨーロッパジェネット(Genetta genetta)といったジェネット類、ノガン科・ホロホロチョウ科・シャコ属などの鳥類も食べたという報告例がある。ベルベットモンキー(Chlorocebus pygerythrus)やヒヒ属などのサル類、ケープハイラックス、インパラの幼獣やトムソンガゼル類・ダイカー属などの小型の有蹄類、イヌ属（ジャッカル類）、サバンナオオトカゲやナイルオオトカゲを捕食することもある。英語名のMartial Eagle（好戦的な鷲）は、様々な獲物に積極的に襲いかかるこの鷲の性質を表している。
樹上や鉄塔に枝などを用いた巣を作り、1卵を産む。雛は孵化後、90日以上経ってから巣立つ。

## 人間との関係
家畜の幼獣を食害する、害鳥とみなされることもある。
害鳥としての駆除、毒餌による巻き添え、送電線による感電死、急な傾斜のついた貯水池に落下することによる溺死などにより生息数は減少している。狩猟による獲物の減少に伴い、家畜への襲撃が増え駆除に繋がることも懸念されている。1979年に旧タカ目Falconiformes単位で、ワシントン条約附属書IIに掲載されている。
日本では2021年の時点でポレマエトゥス・ベルリコススとして特定動物に指定されており、2019年6月には愛玩目的での飼育が禁止された（2020年6月に施行）。